# Holger Thiele
Holger Thiele (* 25. September 1878; † 5. Juni 1946) war ein dänisch-amerikanischer Astronom. Er war der Sohn von Thorvald Nicolai Thiele, nach dem der Asteroid (1586) Thiele benannt ist.
Thiele entdeckte selbst einige Asteroiden, u. a. am 17. November 1914 (797) Montana, am 30. September 1916 (843) Nicolaia, am 1. Februar 1916 (1847) Stobbe und schließlich am 9. August 1916 (3229) Solnhofen. Er entdeckte auch den Kometen C/1906 V1 (Thiele) (ältere  Bezeichnungen: 1906g und 1906 VII) und berechnete die Umlaufbahnen anderer Kometen.
Thiele arbeitete am Hamburger Observatorium Bergedorf, später am US-amerikanischen Lick-Observatorium.